# Alan Ford e il gruppo T.N.T.
Alan Ford e il gruppo T.N.T. è un singolo discografico del gruppo Zig Zag Ensemble, pubblicato nel 1978.

## Descrizione
Il gruppo era composto da Arturo Zitelli e Gianni Daldello, Paola Orlandi, e i bambini Giampaolo Daldello e Chiara Daldello. Il brano era la sigla del film a cartoni animati Alan Ford e il gruppo TNT contro Superciuk e fu scritta da Luciano Secchi  e Arturo Zitelli con l'arrangiamento di Gianni Daldello e di Arturo Zitelli. Sul lato B è incisa la versione strumentale.

## Tracce
1. Alan Ford e il gruppo T.N.T. – 1:36 (Luciano Secchi e Arturo Zitelli)
2. Alan Ford e il gruppo T.N.T. (strumentale) – 1:36 (musica: Arturo Zitelli)